# Hausen (Argóvia)
Hausen é uma comuna da Suíça, situada no distrito de Brugg, no cantão de Argóvia. Tem 3,21 km² de área e sua população em 2018 foi estimada em 3.633 habitantes.